# Cantonul Souilly
Cantonul Souilly este un canton din arondismentul Verdun, departamentul Meuse, regiunea Lorena, Franța.

## Comune
- Ancemont
- Heippes
- Julvécourt
- Landrecourt-Lempire
- Lemmes
- Les Monthairons
- Nixéville-Blercourt
- Osches
- Rambluzin-et-Benoite-Vaux
- Récourt-le-Creux
- Saint-André-en-Barrois
- Senoncourt-les-Maujouy
- Les Souhesmes-Rampont
- Souilly (reședință)
- Tilly-sur-Meuse
- Vadelaincourt
- Villers-sur-Meuse
- Ville-sur-Cousances